# Fiscal General de Florida
El fiscal general de Florida es un funcionario electo del gabinete en el estado de Florida. El fiscal general actúa como el principal oficial legal del estado y dirige el Departamento de Asuntos Legales de Florida.
El cargo es uno de los tres puestos electos del gabinete estatal de Florida, junto con el director de finanzas y el comisionado de agricultura. Actualmente el cargo lo ocupa James Uthmeier, quien fue designado por el gobernador Ron DeSantis tras la renuncia de Ashley Moody para convertirse en senadora de los Estados Unidos.

## Requisitos y período en el cargo
El Artículo IV, Sección 4 de la Constitución de Florida establece el gabinete y el puesto del fiscal general. Como con otros cargos estatales electos en Florida, el fiscal general está limitado a servir dos períodos consecutivos de cuatro años. El fiscal general debe cumplir los siguientes requisitos para ser elegible:
- Ser un elector registrado;
- Tener al menos 30 años de edad;
- Haber residido en el estado durante los 7 años previos; y
- Haber sido miembro del Colegio de Abogados de Florida durante 5 años.

El fiscal general es segundo (después del teniente gobernador) en la línea de sucesión al cargo de Gobernador de Florida.

### Remoción del cargo
El fiscal general de Florida puede ser destituido por cometer un "delito menor en el cargo" por la Cámara de Representantes estatal, y luego ser condenado y por lo tanto removido del cargo por un voto de dos tercios del Senado estatal.

## Poderes y deberes
El Título IV, Capítulo 16 de los estatutos de Florida establece las funciones generales del cargo. Las funciones generales del fiscal general son las siguientes:
- Emitir opiniones oficiales sobre cualquier cuestión legal cuando sea solicitado por escrito por funcionarios estatales o legisladores;
- Representar al estado en cualquier demanda civil o proceso penal, y ante el Tribunal Supremo de Florida y sus tribunales de apelación;
- Actuar como co-asesor de registro en procedimientos de apelación en casos capitales;
- Otras funciones incidentales o habituales del cargo; y
- Solicitar la opinión de los jueces del tribunal supremo sobre la validez de cualquier petición de iniciativa circulada conforme a la Sección 3 del Artículo XI de la constitución de Florida.

El procurador general de Florida es designado por y sirve a discreción del fiscal general. El actual procurador general es Henry C. Whitaker.